# آناتولی توروسین
آناتولی آفراناسیویچ توروسین (روسی: Анатолий Афанасьевич Турусин)(زادهٔ ۸ مه ۱۹۳۹ – درگذشته در فوریه ۲۰۲۲) یک سیاستمدار روس بود. وی که عضو حزب کمونیست اتحاد شوروی و سپس حزب کشاورزی روسیه بود، از سال ۱۹۹۰ تا ۱۹۹۳ در کنگره نمایندگان مردم روسیه و از ۱۹۹۴ تا ۱۹۹۹ در دومای دولتی خدمت کرد. او در تاریخ ۲۱ فوریه ۲۰۲۲ در ایرکوتسک درگذشت. وی در هنگام مرگ ۸۲ سال داشت.